# Плоты (Становлянский район)
Плоты́ — деревня Становлянского района Липецкой области, административный центр Огневского сельсовета. 
Известны с середины XIX века .
Название произошло от диалектного слова плота — овраг.

## Население
| 2010 |
| ---- |
| 461  |